# Bradysia prolifica
Bradysia prolifica là một ruồi trong họ Sciaridae, thuộc chi Bradysia. Loài này được Felt miêu tả khoa học đầu tiên năm 1898.